# Resposta
En general, una resposta és la contestació a una pregunta o és una solució o rèplica rellevant a dita pregunta.
A més, en biologia una resposta és l'acció que executa un individu com a reacció a l'estímul que ha rebut.